# Портландит

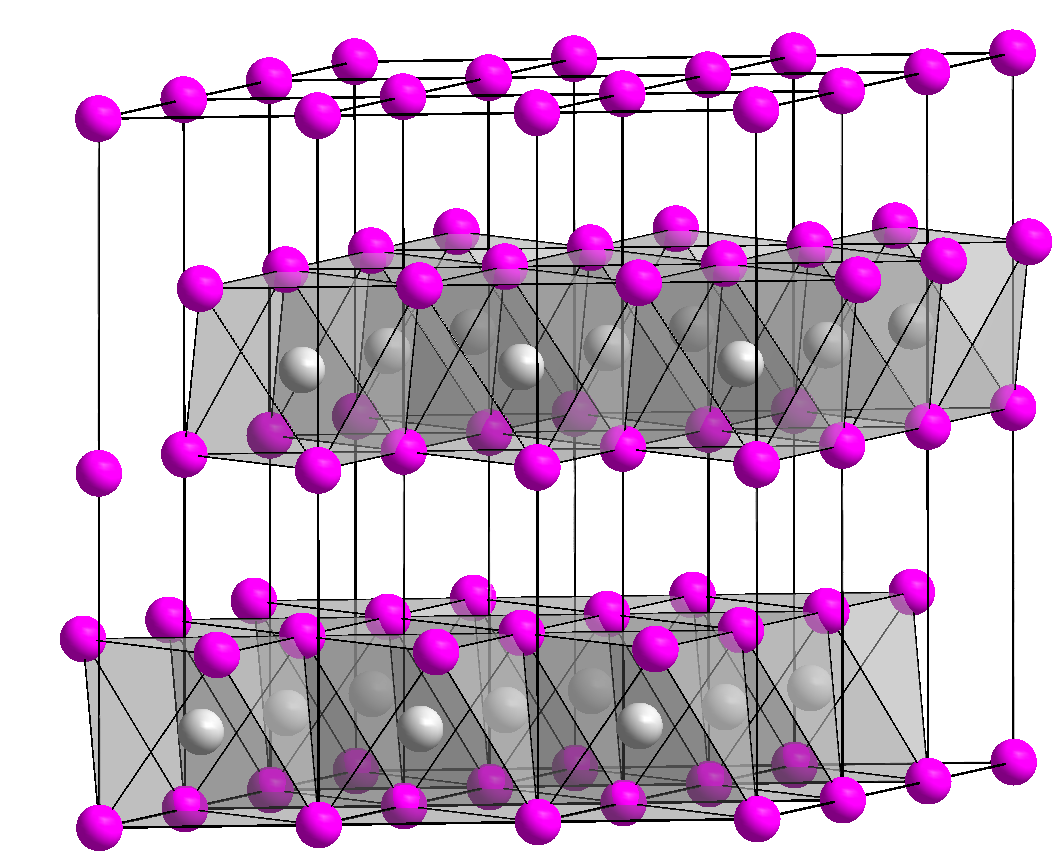
Кристалічна структура гідроксиду кальцію

Портландит (англ. portlandite; нім. Portlandit m) — мінерал, гідроксид кальцію шаруватої будови.

## Загальний опис
Хімічна формула: Ca(OH)2. Містить (%): CaO — 75,64; H2О — 24,31. Сингонія тригональна. Скаленоедричний вид. Структура бруситу. Форми виділення — дрібні гексагональні пластинки. Штучно одержані кристали мають таблитчасту форму.
Густина 2,23. Твердість 2. Безбарвний. Прозорий. Блиск перламутровий. Гнучкий.
Зустрічається як вторинний мінерал, утворений за рахунок силікатів кальцію. Дуже рідкісний.
Відомі знахідки у Сквот-Гілл (Ірландія), фумаролах Везувію (Італія).
Назва дана після виявлення мінералу у портландцементі (C.E.Tilley, 1933).